# Liste des épisodes de Mission impossible

Cette page présente la liste des épisodes de la série télévisée Mission impossible et de sa suite Mission impossible, 20 ans après.

## Première série

### Première saison (1966-1967)
1. Complot à Santa Costa (Pilot) : Dan Briggs, le chef de l'IMF, rassemble une équipe d'agents secrets d'élite afin de récupérer deux têtes nucléaires détenues dans la chambre-forte d'un hôtel, au nez et à la barbe d'un dictateur militaire.
2. Mémoire (Memory) : Afin d'enlever le pouvoir à un dictateur et de le faire passer pour un traître, Briggs engage un expert en mémoire qui endosse le rôle d'un agent ennemi au nom de code "Sparrow".
3. Opération Rogosh (Operation Rogosh) : Les agents secrets de l'IMF n'ont que trente-six heures pour piéger un habile meurtrier dont le but est de tuer des milliers de personnes à Los Angeles.
4. Les Baladins de la liberté [1/2] (Old Man Out [1/2]) : Les membres de l'IMF se sont fait passer pour des baladins afin de détourner l'attention de leur plan de sauvetage concernant un cardinal luttant pour la liberté, enfermé dans une prison d'Europe de l'Est.
5. Les Baladins de la liberté [2/2] (Old Man Out [2/2]) : Le plan de l'agent secret Rollin Hand pour s'échapper avec le cardinal est tout à fait au point. Jusqu'à ce que tombent des ordres décidant de l'exécution du vieil homme !
6. Enjeux (Odds on Evil) : La mission de l'équipe est de s'assurer que le dirigeant d'un petit pays dilapide en paris le million et demi de dollars qu'il avait prévu pour acheter des armes.
7. Élections à Valeria (Wheels) : Briggs et son équipe d'agents secrets se rendent à Valeria, où ils doivent désorganiser une élection truquée sur le point de se dérouler.
8. La Rançon (The Ransom) : Une adolescente est tenue en otage pour faire chanter Briggs qui a mis sous la protection de la police un témoin majeur du procès d'un gangster.
9. La guerre était au bout du fil (A Spool There Was) : La belle agent secret Cinnamon Carter se fait passer pour une photographe et rejoint Rollin près d'un lac thermal, à la recherche d'une bande enregistrée cachée par un agent qui a été tué.
10. Meurtre en différé (The Carriers) : Barney, Rollin et Cinnamon infiltrent une ville où des agents ennemis étrangers sont entraînés à devenir de parfaits citoyens américains destinés à nuire aux États-Unis.
11. Médium (Zubrownik's Ghost) : Barney Collier, le génie de l'électronique, et une voyante aident Rollin à essayer de persuader une savante de ne pas aller travailler derrière le Rideau de Fer. Ils le font en conjurant le "fantôme" de son défunt mari.
12. Extradition (Fake Out) : Cinnamon se laisse courtiser par un magnat de la drogue, afin de l'attirer derrière la frontière où il pourra être extradé vers les États-Unis où il pourra être jugé. Briggs joue le rôle du mari jaloux.
13. Elena (Elena) : Le comportement d'une belle agent secret est devenu imprévisible, et si Rollin ne peut découvrir pourquoi, elle sera déclarée indigne de confiance et tuée.
14. Le Conflit (The Short Tail Spy) : Cinnammon doit discréditer un chef ennemi très en vue. Pourrait-elle tomber sous le charme de l'assassin qu'elle doit faire arrêter ?
15. L'Héritage (The Legacy) : Quatre hommes sont réunis à Zurich, chacun avec un morceau du puzzle qui les guidera au trésor caché d'Hitler. Une fois trouvé, ils veulent l'utiliser pour financer l'avènement du Quatrième Reich.
16. Le Choix (The Reluctant Dragon) : La mission est de persuader un expert en roquettes de suivre sa femme et de déserter avant que son gouvernement ne soit au courant de ses récentes découvertes. Malheureusement, il refuse de partir !
17. Coup monté (The Frame) : L'équipe de l'IMF se fait passer pour du personnel de restauration, préparant un dîner pour un chef du syndicat du crime. Ils espèrent le piéger en faisant croire qu'il vole l'argent de ses acolytes.
18. Le Jugement (The Trial) : L'homme le plus dangereux d'Europe de l'Est pense renforcer son pouvoir en faisant juger un Américain innocent : Dan Briggs de l'IMF.
19. Le Diamant (The Diamond) : Briggs et son équipe doivent arrêter un homme qui a pris le pouvoir d'un petit pays, et qui a dérobé le plus gros diamant jamais trouvé : 27 000 carats.
20. La Légende (The Legend) : L'équipe de l'IMF infiltre une réunion de nazis top secrète en Amérique du Sud. Elle apprend que leur chef est un criminel de guerre connu : Martin Bormann.
21. Enfer à Boradur (Snowball in Hell) : Le machiavélique directeur d'un pénitencier a caché un échantillon de césium radioactif à l'intérieur de la prison. Il est de la plus haute importance de le retrouver : c'est la clé d'un arsenal nucléaire à bas prix.
22. Les Aveux (The Confession) : Un communiste a été arrêté et accusé du meurtre d'un sénateur américain. La mission est de lui faire avouer qu'il n'a pas agi sur les ordres de son gouvernement... et de le faire en direct à la télévision.
23. Silence, on tourne (Action) : Le directeur d'un studio de cinéma derrière le Rideau de Fer veut diffuser un film truqué où les soldats américains sont montrés comme des meurtriers. Le complot doit être démasqué.
24. Le Train (The Train) : Briggs et ses agents simulent de manière experte le trajet d'un train omnibus. Ils ont besoin de prouver à un premier ministre mourant que son successeur n'est pas digne de confiance.
25. Traitement de choc (Shock) : Un agent ennemi enlève un ambassadeur américain et le remplace par un imposteur, l'IMF remplace ce dernier par leur propre imposteur... Dan Briggs.
26. Un morceau de sucre (A cube of Sugar) : Un agent américain se faisant passer pour un joueur de jazz a besoin d'être secouru. Il détient un micro-processeur caché dans un morceau de sucre entouré de LSD.
27. Le Traître (The traitor) : De façon à arriver jusqu'à un agent américain ayant fui, Briggs engage un agent féminin de très petite taille. Elle va devoir ramper dans le système d'air conditionné d'une ambassade étrangère.
28. Voyance (The psychic) : L'équipe doit compter sur le don de voyance de Cinnamon. Celle-ci va avoir besoin de gagner la confiance d'un industriel et de lui faire perdre des brevets volés dans une partie de poker avec Rollin.

### Deuxième saison (1967-1968)
1. La Veuve (The Widow) : Afin d'obliger deux magnats de la drogue à arrêter leurs trafics, un accident de faux élévateur est mis en scène, avec Cinnamon dans le rôle de la femme de la victime.
2. Le Trésor (Trek) : Le seul homme qui connaisse l'endroit où se trouvent des objets d'antiquité est en prison. Il doit être libéré pour pouvoir guider les membres de l'IMF au trésor... mais il devient aveugle !
3. Les Survivants (The Survivors) : Deux grands savants sont séquestrés dans un abri souterrain à San Francisco. Jim Phelps et ses agents de l'IMF simulent un tremblement de terre afin de les libérer.
4. La Banque (The Bank) : Un banquier aux penchants nazis, vole des allemands innocents en leur promettant la liberté à l'ouest. Il utilise l'argent pour financer le prochain Reich.
5. L'Esclave [1/2] (The Slave [1/2]) : Pour mettre fin à un trafic d'esclaves dans un pays musulman, Barney se fait passer pour un esclave marocain, et Cinnamon pour une femme à vendre au meilleur enchérisseur.
6. L'Esclave [2/2] (The Slave [2/2]) : Au moment où Cinnamon est sur le point d'être vendue aux enchères, elle est échangée avec l'épouse kidnappée du frère du dirigeant afin de révéler au grand jour le commerce d'esclaves.
7. Opération Cœur (Operation Heart) : Cinnamon se fait passer pour l'épouse d'un archéologue ayant une grave maladie cardiaque. Il faut le sauver, et déjouer un complot d'assassinat contre le président du pays.
8. Le Faussaire du Ghalea (The Money Machine) : Pour arrêter un financier véreux, Jim et son équipe se font passer pour des faussaires qui possèdent une machine de pointe imprimant de faux billets.
9. Le Sceau (The Seal) : Un homme d'affaires possède un ancien sceau en jade devant être restitué à son pays d'origine. Pour le voler, un chat est entraîné à ramener comme un chien.
10. Charité (Charity) : L'équipe de l'IMF poursuit un couple marié qui prétend collecter des fonds par charité, mais qui cache en fait les gains, sous forme de platine, dans leur billard anglais.
11. Le Conseil [1/2] (The Council [1/2]) : Jim sauve un second couteau de la pègre afin qu'il aide Rollin à se substituer au chef du syndicat du crime, un puissant patron aidé d'un petit groupe violent.
12. Le Conseil [2/2] (The Council [2/2]) : Rollin passe facilement pour le patron du crime. Mais lorsque ses complices lui demandent de quitter le pays pour sa sécurité, il annonce qu'il a une meilleure idée : il se fait faire un nouveau visage par Cinnamon !
13. L'Astrologue (The Astrologer) : Alors que Cinnamon persuade un chancelier-adjoint qu'elle peut prédire l'avenir, Barney et Rollin essayent de voler un précieux microfilm à bord de son avion.
14. Réminiscence (Echo of Yesterday) : Cinnamon œuvre pour arrêter un magnat de l'armement qui vend des munitions à des néo-nazis. Elle réveille à nouveau en lui le souvenir de sa femme disparue, tuée par Hitler.
15. Le Photographe (The Photographer) : Un grand photographe est vraiment un espion en action et doit être arrêté. Il détient l'essentiel des noms des agents étrangers travaillant pour les États-Unis.
16. L'Espionne (The Spy) : Le rendu exact d'une carte est reproduit de façon à duper une espionne. C'est la deuxième partie d'une documentation qui détaille le système de défense des missiles de l'OTAN.
17. Échec et Mat (A Game of Chess) : Un maître aux échecs perd contre Rollin, qui a été aidé par un ordinateur. Il demande alors à Rollin de l'aider à voler de l'or d'un coffre-fort, ne réalisant pas qu'il va être neutralisé.
18. L'Émeraude (The Emerald) : On joue au poker pour de grands enjeux à bord d'un paquebot de luxe où embarque l'équipe de l'IMF. Une émeraude est jouée aux cartes, il s'agit d'une pierre précieuse avec un microfilm attaché à une de ses facettes. Le paquebot que l'on voit est alternativement le Queen Mary (trois cheminées) et le Queen Elisabeth (deux cheminées).
19. Le Condamné (The Condemned) : Un ami de Jim se trouve dans le quartier des condamnés à mort. Jim engage alors Barney, Rollin et Willie afin de prouver son innocence. Ils n'ont que 24 heures pour trouver le véritable assassin.
20. Le Faussaire (The Counterfeiter) : Le propriétaire d'une chaîne de cliniques est également revendeur de faux médicaments potentiellement mortels. On lui fait croire qu'il est malade et que le remède approprié est une de ses pilules !
21. La Ville (The Town) : En chemin pour rejoindre Rollin, Jim s'arrête dans une petite ville et tombe par hasard sur un complot destiné à tuer un déserteur soviétique.
22. Crimes (The Killing) : Un homme qui gagne sa vie par ses meurtres a toujours réussi à déjouer la loi. Cinnamon et Rollin lui font alors croire qu'une de ses victimes assassinées est maintenant un fantôme.
23. Le Phénix (The Phoenix) : Le conservateur d'un musée projette de céder un alliage expérimental dissimulé dans une sculpture à une puissance étrangère. Pour l'en empêcher l'IMF fait diversion : attenter à sa vie.
24. Jugé par haine (Trial by Fury) : Un prisonnier qui aide un révolutionnaire est soupçonné par ses codétenus d'être un traître. Jim et Barney se rendent en secret dans la prison. Ils doivent lever les soupçons pesant sur le prisonnier et révéler le réel indicateur (épisode tourné dans les décors de la série Stalag 13).
25. L'Accident (Recovery) : Un mécanisme à sécurité intégrée est tombé entre les mains de l'ennemi. Jim et son équipe œuvrent pour le rapporter aux États-Unis, avec par la même occasion un brillant scientifique, un Américain qui a trahi.

### Troisième saison (1968-1969)
1. Princesse Céline (The Heir Apparent) : Une princesse aveugle, qui avait disparu enfant, réapparaît des années plus tard. Un général sur le point de faire un coup d'état ne se rend pas compte qu'il s'agit en fait de Cinnamon.
2. Combats [1/2] (The Contender [1/2]) : L'équipe doit arrêter un gangster qui contrôle les paris dans le milieu de la boxe. Pour cela Barney se fait passer pour un ancien boxeur de retour sur le ring.
3. Combats [2/2] (The Contender [2/2]) : Au moment où Jim et les autres membres de l'équipe essaient de discréditer le gangster, Barney reçoit l'ordre de se faire battre lors de son premier combat.
4. Les Mercenaires (The Mercenaries) : Barney et Willie réalisent un plan ingénieux pour voler l'or d'un mercenaire cupide pendant que Jim et Cinnamon ont pour mission de détourner son attention, et que Rollin s'engage à son service.
5. L'Exécution (The Execution) : Une réplique exacte d'une chambre à gaz est construite pour faire croire à un assassin qu'il va être exécuté... à moins qu'il ne commence à avouer.
6. Le Cardinal (The Cardinal) : Un général assoiffé de pouvoir remplace par un sosie un cardinal très populaire. Mais Jim et son équipe conçoivent un plan astucieux pour les échanger à nouveau.
7. Jouvence (The Elixir) : Dans son pays, une dirigeante très orgueilleuse, entourée de partisans fanatiques, est dupée en croyant qu'elle peut rajeunir de dix ans grâce à une opération expérimentale.
8. Le Diplomate (The Diplomat) : L'IMF recrute l'épouse d'un conseiller présidentiel afin de faire croire à un agent ennemi qu'il peut, en la draguant, lui faire obtenir des informations de son mari.
9. Au sommet (The Play) : Une pièce de théâtre anti-américaine est jouée derrière le Rideau de Fer, mais elle est orchestrée par l'équipe de l'IMF pour discréditer un responsable de haut rang.
10. Le Marché (The Bargain) : Un dictateur utilisant l'argent d'un gangster pour financer son retour au pouvoir croit qu'il peut prédire l'avenir... et ainsi prévoir une trahison.
11. L'Hibernation (The Freeze) : Un prisonnier ayant caché de l'argent volé est dupé. On lui fait croire qu'il est atteint d'une maladie incurable, et qu'il ne pourra guérir que dans le futur en entrant en hibernation.
12. L'Échange (The Exchange) : Lors d'une mission derrière le Rideau de Fer, Cinnamon est capturée et interrogée. Le seul moyen de la faire sortir est de l'échanger contre un prisonnier politique.
13. Operation Intelligence (The Mind of Stefan Miklos) : L'équipe de l'IMF doit essayer de duper un brillant agent ennemi qui est aux États-Unis pour vérifier les informations d'un agent double.
14. Extermination (The Test Case) : Rollin sert de cobaye à un scientifique qui veut perfectionner un virus mortel. Si le plan de Jim échoue, Rollin pourrait mourir d'une mort atroce.
15. Le Système (The System) : Pour le pousser à témoigner contre un chef de la pègre, le responsable d'un casino doit être amené à penser qu'il est soupçonné de trahison.
16. La Cage de Verre (The Glass Cage) : Puisqu'il est impossible de libérer de prison un chef de la résistance, détenu dans une cellule inviolable, l'ennemi doit être convaincu qu'il s'agit en fait d'un imposteur.
17. Au plus offrant (Doomsday) : La mission de Barney consiste à voler le plutonium utilisé pour fabriquer une bombe à hydrogène, pendant que Cinnamon et Rollin essaient de freiner les enchères organisées pour la vendre au plus offrant.
18. L'Appât vivant (Live Bait) : Pour protéger un agent double, l'IMF doit faire suspecter l'homme qui le soupçonne, et libérer le seul homme qui pourrait le démasquer.
19. Le Bunker [1/2] (The Bunker [1/2]) : Jim et son équipe doivent sauver un scientifique et son épouse, séquestrés dans un laboratoire souterrain. Mais un assassin ennemi pourrait arriver avant eux.
20. Le Bunker [2/2] (The Bunker [2/2]) : Willie a réussi à sauver l'épouse du scientifique comme prévu, mais le tueur change à nouveau d'apparence pour ressembler à Rollin le maître du déguisement.
21. Nitro (Nitro) : Un camion transportant de la nitroglycérine est délibérément mis entre les mains d'un général mal intentionné pour qu'il tente de l'utiliser contre le palais royal et soit ainsi accusé de trahison.
22. Nicole (Nicole) : La mission consiste à récupérer une liste d'agents doubles. Jim est capturé par l'ennemi et craque pour un agent très sexy.
23. Les 40 millions du Président (The Vault) : Le ministre des finances d'un pays d'Amérique Latine a espoir de s'enfuir avec les millions volés du coffre de la trésorerie et faire accuser le président.
24. Illusion (Illusion) : Cinnamon imite une chanteuse allemande de cabaret qui ressemble à une femme tuée par un agent de la police secrète. Tuera-t-il à nouveau ?
25. L'Interrogatoire (The Interrogator) : Un prisonnier qui refuse de livrer des informations top secrètes au sujet d'une attaque contre les États-Unis est pris au piège : il devient son propre ennemi...

### Quatrième saison (1969-1970)
1. Le Code (The Code) : Afin d'arrêter une invasion et de briser une alliance entre deux pays, l'équipe de l'IMF doit photographier un message codé en l'espace de quelques secondes.
2. Alerte (The Numbers Game) : L'équipe manipule un dictateur déchu pour lui faire divulguer son compte dans une banque suisse, en lui faisant croire que la troisième guerre mondiale a commencé.
3. B-230 [1/2] (The Controllers [1/2]) : Jim et une femme agent se font passer pour des scientifiques qui ont inventé une nouvelle drogue. Celle-ci doit remplacer une vraie drogue transformant les gens en esclaves dociles.
4. B-230 [2/2] (The Controllers [2/2]) : Barney déverse le B-230, une drogue abrutissante, dans le réseau d'eau courante. Jim est capturé et passe en jugement. Son témoignage va discréditer un scientifique ennemi.
5. De l'or... pour des prunes (Fool's Gold) : Paris se fait passer pour un faux-monnayeur afin d'accéder à un coffre-fort et détruire des millions en fausse monnaie, ainsi que les planches ayant servi à les fabriquer.
6. Le Commandant  (Commandante) : Un prêtre emprisonné est sur le point d'être exécuté. Jim et Willie se font passer pour des religieux américains disposés à échanger des armes contre sa vie.
7. Le Robot (The Robot) : Un pays ne sait pas que son président est mort et que son double est sur le point de désigner un successeur. Barney conçoit alors un robot pour le remplacer.
8. Le Successeur (Mastermind) : Alors que Barney essaye de forcer un coffre-fort qui contient un dossier compromettant, Paris convainc une personnalité de la pègre qu'il peut lire dans les pensées du patron qui l'a trahi.
9. Le Bouddha de Pékin (The Double Circle) : On fait croire à un amoureux des arts qu'il peut disposer d'une œuvre inestimable, mais c'est en fait un piège pour récupérer une pièce de grande valeur de son impénétrable coffre-fort.
10. Les Frères (The Brothers) : Un roi du Moyen-Orient doit retrouver son trône. Une opération chirurgicale est organisée où on fera semblant de lui prélever un rein pour le donner à son frère meurtrier.
11. Attentat nucléaire (Time Bomb) : L'équipe de l'IMF doit essayer d'avoir accès à un complexe nucléaire, où un officier malade et condamné a prévu de faire exploser une bombe atomique.
12. Amnésie (The Amnesiac) : Paris se fait passer pour une victime amnésique, afin de récupérer un isotope volé qui pourrait rendre l'arme nucléaire abordable pour n'importe quel pays.
13. Le Faucon [1/3] (The Falcon [1/3]) : Paris est Zastro, un magicien qui est venu pour divertir dans un mariage arrangé entre la sœur du roi et un usurpateur sans pitié.
14. Le Faucon [2/3] (The Falcon [2/3]) : La sœur du roi ayant été secourue pendant le mariage, l'équipe doit maintenant fixer son attention sur le véritable héritier, emprisonné.
15. Le Faucon [3/3] (The Falcon [3/3]) : Au moment même où Jim et les autres sont involontairement pris dans une lutte pour le pouvoir royal, une bombe explose, blessant sérieusement Paris et révélant son déguisement.
16. Le Sous-marin (Submarine) : Dès sa libération, un prisonnier envisage de subventionner des néo-nazis avec de l'argent volé.
17. Chico (Chico) : Deux moitiés d'un microfilm sont des pièces à conviction révélant le nom d’agents amis. Mais Barney a un plan pour les récupérer, en utilisant un chien nommé Chico...
18. Gitano (Gitano) : Un jeune roi de douze ans dont la vie est en danger est sauvé par des gitans, Paris et Willie qui sont en fait déguisés, en l'habillant en fille pour duper ses assassins.
19. Fantômes (Phantoms) : Un dictateur meurtrier croit aux fantômes. Cela se retourne contre lui, lorsque Barney met au point un judicieux système faisant revenir l'esprit de ses victimes assassinées.
20. La Terreur (Terror) : Jim et son équipe doivent infiltrer une prison, afin d'empêcher la libération d'un terroriste du Moyen-Orient sur le point d'être gracié.
21. La Liaison (Lover's Knot) : À Londres pour mettre fin à un réseau d'espionnage, Paris montre des sentiments pour la belle Lady Weston en devant jouer l'amant jaloux dans un triangle amoureux.
22. Orphée (Orpheus) : Un assassin non identifié doit être arrêté. Barney infiltre l'agence qui l'emploie, pendant que Jim se fait passer pour un toxicomane ayant des informations à vendre.
23. La Cachette (The Crane) : Jim et son équipe sauvent un prisonnier et le placent dans un endroit où ses ravisseurs ne penseraient jamais à aller le chercher : juste sous leurs yeux.
24. La Brigade de la mort (Death Squad) : Par légitime défense, Barney tue un homme. Le frère de la victime, un chef de police qui dirige une brigade de la mort, veut sa peau.
25. Le Sosie (The Choice) : Une duchesse est envoûtée par Vautrin, un mystique qui complote pour accéder au trône.  Jim, qui a remarqué l’étrange ressemblance entre Paris et Vautrin, doit l’en empêcher.
26. Le Fils prodigue (The Martyr) : Alors qu'un dictateur manipule la jeunesse de son pays, Paris se fait passer pour le fils de son prédécesseur, un jeune leader martyr.

### Cinquième saison (1970-1971)
1. Le Tueur (The Killer) : Jim Phelps et son équipe tentent d’arrêter un tueur à gages insaisissable à cause de ses méthodes aléatoires. Ils doivent vite découvrir qui sont sa cible et son employeur.
2. Trafic (Flip Side) : La nouvelle recrue de l’équipe, Dana Lambert, se fait passer pour la fille d’une ancienne vedette de cinéma afin de séduire trois hommes : un baron de la drogue et ses deux distributeurs.
3. L'Innocent (The Innocent) : En mission pour effacer d’un ordinateur une formule dangereuse, Barney est capturé. L’équipe engage alors un jeune surdoué de l’informatique, qui ne se montre pas très coopératif.
4. Retour au Pays (Homecoming) : Après le meurtre de deux femmes dans sa ville natale, Jim se fait aider par son équipe pour trouver le tueur, qui pourrait être un de ses amis d’enfance.
5. Vol Direct (Flight) : Le chef de la sécurité d’un pays d’Amérique Latine croit avoir survécu à un accident d’avion, et se trouver sur une île inconnue, peuplée de prisonniers.
6. Mon frère, mon ennemi (My Friend, My Enemy) : En Suisse Paris est enlevé et hypnotisé pour devenir une machine à tuer. Sa première cible est Jim Phelps !
7. Butterfly (Butterfly) : Au Japon un puissant industriel anti-américain tue sa sœur et fait en sorte qu’on accuse son mari, un homme d’affaires américain, afin de discréditer les États-Unis.
8. Anna (Decoy) : L’équipe met en scène un faux enterrement pour aider la fille d’un ancien dirigeant à fuir son pays en cercueil. Et tandis que son frère la trahit, Jim tombe amoureux d’elle.
9. L'Amateur (The Amateur) : En mission en Europe de l’Est, Dana se fait passer pour une simple employée de bar. Mais quand l’ambitieux patron du bar découvre sa véritable identité, il veut en profiter pour doubler l’équipe.
10. Le Fugitif (Hunted) : En mission pour sauver un dissident sud-africain, Barney se fait tirer dessus et est blessé à la jambe. Séparé du reste de son équipe, il trouve refuge chez une femme sourde.
11. Le Rebelle (The Rebel) : Jim et un groupe de rebelles tentent une opération de sauvetage risquée en Amérique Latine, en se cachant dans une statue religieuse située dans la ville.
12. Double Jeu (Squeeze Play) : Paris se fait passer pour un gangster dont le visage a été refait afin de gagner la confiance d’un vieux mafieux moribond, et de son innocente petite-fille.
13. L'Otage (The Hostage) : Se faisant passer pour un magnat américain de l’hôtellerie, Paris est kidnappé par un groupe de rebelles. Ces derniers exigent la libération du fils d’un de leurs chefs en échange de celle de Paris.
14. L'Agitateur (Takeover) : Un jeune agitateur est engagé par des politiciens corrompus durant une semaine de manifestations. Ceux-ci veulent qu’il incite les jeunes à la violence pour discréditer et affaiblir leur mouvement politique.
15. Tromperie (Cat's Paw) : Barney veut venger la mort de son frère en faisant tomber le chef corrompu de la police ainsi que le chef de la pègre noire, responsables de sa mort.
16. Le Missile (The Missile) : Afin de tromper un agent étranger, Dana se fait passer pour un maître-chanteur qui menace Jim. Mais un garagiste psychotique menace de la tuer.
17. Une Île sur l'Adriatique (The Field) : Paris n’a pas de mal à se faire passer pour l’ingénieur d’un champ de mines, puisque le nouveau régime du pays qui l’emploie ne l’a jamais rencontré. Malheureusement le véritable ingénieur est accusé de meurtre.
18. La Maison des otages (Blast) : Jim et Dana se joignent à une équipe de cambrioleurs de coffres-forts. Si leur leader vole pour des motifs politiques, tous les autres gangsters ne sont là que pour l’argent.
19. Le Catafalque (The Catafalque) : Le seul moyen pour obtenir la copie d’un traité nucléaire est de faire croire au ministre de l’information d’un pays d’Amérique Latine que son père est toujours en vie et qu’il croupit en prison.
20. Kitara (Kitara) : Jim et son équipe se servent de médicaments, d’une ampoule spéciale et d’une photo retouchée, pour convaincre un colonel raciste d’Afrique Occidentale qu’en réalité il est noir.
21. Le Fantôme (A Ghost Story) : Un scientifique meurt assassiné après s’être administré accidentellement un gaz mortel, qu’il avait développé au profit d’une puissance ennemie. Afin de retrouver le corps du scientifique et donc la composition du gaz, l’équipe crée l’illusion que la propriété de son père est hantée.
22. La Réception (The Party) : Une fête de retour est mise en scène dans un faux consulat russe. Il s’agit en effet de tromper un agent ennemi récemment libéré qui peut mener l’équipe à une liste top secrète.
23. Coup de poker (The Merchant) : Un marchand d’armes est également un joueur notoire. Jim prétend lui avoir sauvé la vie, tandis que Paris le tente avec une partie de poker aux mises importantes.

### Sixième saison (1971-1972)
1. L'Aveugle (Blind) : Jim Phelps doit se faire passer pour aveugle afin d’infiltrer la mafia. Il subit donc une opération qui le privera temporairement de la vue.
2. Encore (Encore) : Pour résoudre une vieille affaire de meurtre et arrêter deux gangsters, il faut faire croire à l’un d’eux qu’il a été transporté dans le passé en 1937 !
3. Le Téléphérique (The Tram) : Une rencontre secrète entre chefs de la mafia est organisée. Hélas elle a lieu dans un chalet situé au sommet d’une montagne qui n’est accessible que via un téléphérique extrêmement bien gardé.
4. Lavage de cerveau (Mindbend) : Barney se fait passer pour un fugitif afin de servir de cobaye à un scientifique qui entend lui laver le cerveau pour en faire un tueur à gages et supprimer des politiciens.
5. Le Pendu de l'Orion (Shape Up) : Un seul homme contrôle tous les docks pour les opérations de la mafia. L’équipe crée l’illusion qu’il perd le contrôle des opérations… et de son esprit.
6. Le cœur a ses raisons (The Miracle) : Jim doit découvrir où aura lieu une livraison d’héroïne. Le moyen mis en œuvre pour y arriver est de faire croire à un tueur qu’on lui a greffé le cœur d’un autre homme.
7. Thérapie de groupe (Encounter) : La nouvelle recrue de l’équipe, Casey, se fait passer pour la femme alcoolique d’un mafieux. Elle est envoyée en désintoxication où un complice de son mari cherche à l’assassiner.
8. Les Diamants sous la mer (Underwater) : Un plongeur sous-marin a trahi son complice et caché pour 75 millions de dollars de diamants volés dans l’océan. Son ancien complice ne parvient pas à le faire parler, mais Jim et son équipe y arriveront.
9. L'invasion (Invasion) : Un agent ennemi vend des secrets concernant le système de défense nucléaire américain. Il se laisse convaincre que les États-Unis ont été annexés par une puissance étrangère.
10. Chantage (Blues) : Pour compromettre un producteur de disques responsable de la mort d’une de ses stars, Barney se fait passer pour un chanteur qui détient un enregistrement du meurtre.
11. L'immortel (The Visitors) : La mafia a la mainmise sur un magnat de la presse. Mais il a une faiblesse : il croit dur comme fer aux ovnis et à l’immortalité, une faiblesse que l’IMF va exploiter.
12. Gaz (Nerves) : Un psychopathe négocie avec les autorités la libération de son frère, condamné à mort, en échange d’un gaz mortel. Pour l’arrêter Casey se menotte avec sa petite amie, une prisonnière en cavale.
13. Champ de courses (Run for the Money) : Jim et son équipe mettent à mal un réseau de paris clandestins, en proposant à un gangster de devenir le propriétaire d’un cheval gagnant.
14. Les Fleurs du mal (The Connection) : Un dealer se croit tiré d’affaire quand il s’envole pour une île africaine afin d’y produire de l’héroïne pure. Il ignore cependant qu’il est encore en Amérique.
15. La Fiancée (The Bride) : Casey se fait passer pour la fiancée irlandaise d’un mafieux qui l’a contactée par correspondance. Elle simule ensuite sa propre mort, afin de l’inciter à se servir de son cercueil pour y cacher de l’argent sale.
16. La Pellicule (Stone Pillow) : Un racketteur fraîchement arrivé en prison détient une pellicule qui incrimine un parrain de la mafia. Jim devient son compagnon de cellule et organise leur évasion.
17. Reflet (Image) : Un patron de la mafia très superstitieux s’apprête à fuir le pays avec une liste de politiciens corrompus. Mais Barney parvient à le retenir en le persuadant qu’il a un frère jumeau.
18. La Vérité (Committed) : Un homme politique coupable de meurtre couvre ses arrières en faisant interner le seul témoin du crime qu’il a commis, une femme, dans un hôpital psychiatrique, afin de la discréditer aux yeux de la justice.
19. La Mallette (Bag Woman) : Tout va mal pour Jim : l’identité de Barney est découverte, le détecteur de Willie tombe en panne, et personne ne peut prévenir Casey qu’elle est menottée à une bombe.
20. Le Piège (Double Dead) : Sur une île paradisiaque, Willie se fait capturer par des mafieux alors qu’il essayait de cambrioler un coffre-fort leur appartenant pour mettre fin à leurs activités. La mission va constituer à recommencer le cambriolage et à délivrer Willie.
21. Casino (Casino) : Un patron de casino en a assez de devoir rendre des comptes à la mafia. Jim et son équipe vont en profiter pour se servir de lui contre la pègre.
22. Esprit de famille (Trapped) : Pour retrouver des millions volés dans une base militaire, l’IMF compte piéger deux frères rivaux. Mais Jim se fait tirer dessus et perd la mémoire.

### Septième saison (1972-1973)
1. Billard électronique (Break) : À la Nouvelle-Orléans le chef de l’équipe Jim Phelps se fait passer pour un champion de billard, afin de récupérer des microfilms cachés dans la montre d’un agent décédé.
2. L'An 2000 (Two Thousand) : Un physicien ayant volé du plutonium est incité à croire qu’il est resté inconscient 28 ans après un holocauste nucléaire qui a détruit le pays.
3. Cinq millions à la clé (The Deal) : Willie  fouille un yacht de fond en comble à la recherche de la clé d’un coffre-fort contenant cinq millions de dollars. Mais il est découvert et se fait tirer dessus alors qu’il tente de s’enfuir.
4. Leona (Leona) : Pour sauver un agent qui s’est fait démasquer, Casey doit se faire passer pour la défunte femme d’un mafieux et faire croire que sa mort accidentelle était un meurtre.
5. L'Arme absolue (Tod-5) : Une petite ville devient le théâtre d’une épidémie fictive qui amènera un agent double à croire qu’il est contaminé. Il conduira ainsi l’IMF à des scientifiques qui fabriquent des armes bactériologiques.
6. Inspecteur Barney (Cocaine) : Jim a pour nouvelle mission de localiser la plus importante livraison de cocaïne jamais entrée aux États-Unis. Pour cela, il se fait passer pour un fabricant de cocaïne synthétique.
7. Le Prix du silence (Underground) : Un gang fait évader des mafieux de prison et les escroque grâce à un lavage de cerveau. Alors que Jim devient leur victime, il perd contact avec son équipe.
8. Le Film (Movie) : La mafia a infiltré l’industrie du cinéma et un trafiquant met son frère à la tête d’un studio. L’équipe met en scène et filme la mort du frère.
9. Faux Témoin (Hit) : Barney se fait passer pour un prisonnier afin de convaincre un mafieux de s’enfuir avec lui et de le mener jusqu’à son chef, un mystérieux criminel qui se fait appeler « Le Général ».
10. L'Ultimatum (Ultimatum) : Un scientifique prend le pays en otage avec une bombe atomique. Il menace d’anéantir une grande ville si le président ne satisfait pas à ses exigences. Quand il renonce à son plan, sa femme décide de continuer.
11. La Lettre (Kidnap) : Jim se fait enlever. Pour le libérer Barney doit voler une lettre d’accusations cachée dans un coffre-fort.
12. Hypnose (Crack Up) : L’équipe fait croire à un brillant assassin, également champion d’échecs, qu’il perd la raison afin de découvrir qui est son mystérieux employeur.
13. Le Pantin (The Puppet) : Un truand blesse gravement son frère et fait croire à un accident de chasse. Mais sous les bandages, Jim pense discerner un imposteur.
14. Le Vaudou (Incarnate) : Aux Caraïbes, une mère et son fils dérobent des lingots d’or. Pour les faire revenir en Amérique, l’IMF va exploiter la croyance de la femme en la sorcellerie vaudou.
15. La Veuve noire (Boomerang) : La femme d’un mafieux fait tuer son mari, mais garde ses dossiers pour faire chanter la mafia… jusqu’à ce que Jim la convainque que son mari est toujours vivant.
16. La Question (The Question) : Quand un assassin ennemi est arrêté aux États-Unis, il déclare vouloir passer à l’Ouest. Phelps et son équipe vont devoir prouver qu’il dit la vérité.
17. Source de vie (The Fountain) : Un mafieux blesse son rival et s’enfuit du pays avec les données informatiques du syndicat du crime. Pour le piéger, l’IMF lui fait croire à l’existence d’une Fontaine de Jouvence.
18. La Fraude (Fighter) : La mission de l’équipe consiste à dresser l’un contre l’autre deux organisateurs de combats de boxe, l’un des deux étant amené à soupçonner l’autre de vouloir l’assassiner.
19. Trafic de Speed (Speed) : Casey se fait passer pour une junkie fan de motos, fille d’un dealer qui compte vendre pour dix millions de dollars de speed.
20. Opération crépuscule (The Pendulum) : Une organisation baptisée « Pendulum » fomente un coup d’état. Casey essaye de convaincre l’un des membres de trahir l’organisation pour rejoindre un groupe encore plus puissant.
21. Western (The Western) : Un homme a volé un trésor d’art précolombien. Pour récupérer le butin et arrêter le voleur, Jim et son équipe parviennent à lui faire croire qu’il est capable de prédire un tremblement de terre imminent.
22. La Couronne de Marnsburg (Imitation) : Une belle femme réussit à voler les joyaux de la couronne d’un pays, joyaux que l’IMF entend récupérer. Pour ce faire, ils la convainquent que les originaux sont des faux.

## Mission impossible, 20 ans après

### Saison 1 (1988–1989)
| N° | #  | Titre                             | Scénario              | Réalisation                            | Première diffusion            |
| --- | -- | --------------------------------- | --------------------- | -------------------------------------- | ----------------------------- |
| 01 | 01 | Le Tueur The Killer               | Cliff Bole            | Arthur Weiss                           | États-Unis : 23 octobre 1988  |
| Jim Phelps, retraité des services secrets, est rappelé d'urgence pour neutraliser Matthew Drake. En effet, ce dernier, qui est tueur professionnel, vient d'assassiner Copperfield, ancien élève de Jim occupant le poste de chef du service des Missions impossibles. Déterminé à ne pas laisser ce crime impuni, Phelps constitue une équipe spécialisée et se met à traquer Drake, en espérant qu'il le mènera au cerveau de l'opération. Ce dernier est bientôt identifié par l'équipe de Phelps : il s'agit d'un puissant leader clandestin dont le surnom est Scorpio. Le capturer constitue un véritable défi... le Remake de la série originale épisode 5x01. |    |                                   |                       |                                        |                               |
| 02 | 02 | La Martingale The System          | Cliff Bole            | Robert Hamner                          | États-Unis : 30 octobre 1988  |
| Un bandit d'envergure internationale, suspecté d'avoir organisé un crime, tue le principal témoin de ce meurtre. Jim et son équipe sont chargés de son arrestation...le Remake de la série originale. |    |                                   |                       |                                        |                               |
| 03 | 03 | L'Hologramme Holograms            | Kim Manners           | Robert Brennan                         | États-Unis : 6 novembre 1988  |
| Jim Phelps et ses agents tendent un piège à un gros trafiquant de drogue, de manière que les autorités américaines puissent procéder à son arrestation... |    |                                   |                       |                                        |                               |
| 04 | 04 | Le Condamné à mort The Condemned  | Cliff Bole            | Ted Roberts Michael Fisher John Truman | États-Unis : 20 novembre 1988 |
| Remake de l'épisode 2x19 de la série originale. Barney Collier (Greg Morris), qui se trouve être un ancien agent de l'équipe de Mission impossible, mais aussi le père de Grant, est accusé par erreur d'avoir assassiné un milliardaire anglais. Il est inculpé de meurtre et condamné à mort. Jim Phelps est chargé de retrouver sa trace et de le faire évader... |    |                                   |                       |                                        |                               |
| 05 | 05 | Le Legs The Legacy                | Kim Manners           | Michael Lynn Allan Balter              | États-Unis : 26 novembre 1988 |
| Les quatre petits-fils d'officiers nazis se réunissent pour retrouver une partie du trésor de guerre d'Hitler. Avec cette fortune, ils espèrent ressusciter l'empire nazi. Mais les hommes de Jim Phelps se mettent sur leur route et tentent de briser leur sombre machination en prenant la place de l'un d'eux... (Remake de l'épisode 1x15 de la série originale. |    |                                   |                       |                                        |                               |
| 06 | 06 | Le Mur The Wall                   | Colin Budds           | David Phillips                         | États-Unis : 11 décembre 1988 |
| À Berlin-Est. Le docteur Gerstner est un personnage peu scrupuleux qui s'est associé au chef de la police : il fait passer des Allemands à l'Ouest contre une somme d'argent, puis les livre à son comparse. Jim et ses amis doivent libérer la fille d'un diplomate enlevée par cet escroc, afin de préserver le processus de réunification... |    |                                   |                       |                                        |                               |
| 07 | 07 | Le Trafiquant The Cattle King     | Mike Vejar            | Ted Roberts                            | États-Unis : 18 décembre 1988 |
| Jim Phelps et son équipe gagnent l'Australie, où ils vont tenter de mettre hors d'état de nuire Douglas Matthews, éleveur de bétail, homme d'affaires mais aussi trafiquant d'armes notoire. Il stocke d'ailleurs sur ses terres un missile qu'il souhaite vendre à bon prix. Cela sert de prétexte à Jim pour lui rendre visite. Casey se fait passer pour une joueuse à la chance hors du commun. Grant, quant à lui, s'improvise terroriste impitoyable en affaires, et Jim se fait passer pour un spéculateur à la recherche de fonds. Ensemble, ils vont tenter de piéger Matthews, tout en neutralisant des aborigènes qui souhaitent le tuer...                |    |                                   |                       |                                        |                               |
| 08 | 08 | Échec et mat The Pawn             | Brian Trenchard-Smith | Billy Marshall-Stoneking               | États-Unis : 15 janvier 1989  |
| Jim Phelps et son équipe doivent faire sortir de Tchécoslovaquie un scientifique russe champion d'échecs. Au cours d'un tour de magie, Nicholas prend sa place et doit alors terminer le tournoi d'échecs auquel le champion participait, grâce à un dispositif électronique. |    |                                   |                       |                                        |                               |
| 09 | 09 | Le Spectre The Haunting           | Mike Vejar            | Michael Fisher                         | États-Unis : 28 janvier 1989  |
| Champ Foster, un homme fortuné et intelligent, qui a déjà tué plusieurs jeunes femmes, est soupçonné d'avoir assassiné une princesse orientale. Faute de preuves, les autorités ne peuvent pas l'inculper, et sa richesse et son influence l'ont toujours aidé à échapper à la justice. Le père de la victime menace alors d'interrompre toute négociation pétrolière avec les États-Unis. L'équipe de Jim Phelps est appelée pour trouver des preuves indiscutables de son crime. Max endosse le rôle d'un psychopathe voulant faire chanter Foster, Nicholas prend la place du frère de la victime et Jim se fait passer pour un voyant...                          |    |                                   |                       |                                        |                               |
| 10 | 10 | Les Lions d'or The Lions          | Rob Stewart           | David Phillips James Crown             | États-Unis : 4 février 1989   |
| Le jeune prince d'un petit pays d'Asie, qui doit accéder au trône, est menacé par un complot familial ourdi par son oncle. Celui-ci projette de saboter l'épreuve que son neveu doit passer pour légitimer son accès au pouvoir et espère ainsi le tuer. Jim Phelps et ses agents sont chargés de protéger le jeune héritier.. |    |                                   |                       |                                        |                               |
| 11 | 11 | La Connexion grecque The Greek    | Colin Budds           | Ted Roberts                            | États-Unis : 11 février 1989  |
| Le milliardaire grec Socrates Colonnades est impliqué dans un trafic de drogue. Il revend au marché noir des médicaments qu'il transforme pour en faire des stupéfiants. Jim et Grant s'infiltrent dans une réunion entre clients et fournisseurs en se faisant passer pour deux participants. Ils découvrent que Colonnades pille les stocks de médicaments destinés aux pays en voie de développement. Sur le yacht du malfaiteur, Jim et Grant font la connaissance de Woodward, un acheteur américain. Ils mettent en place un plan, faisant passer Woodward pour l'amant de la maîtresse de Colonnades avant de le kidnapper pour le maquiller...                |    |                                   |                       |                                        |                               |
| 12 | 12 | Les Affres du pouvoir The Fortune | Rod Hardy             | Robert Brennan                         | États-Unis : 18 février 1989  |
| L'équipe de Jim Phelps est sous le choc : Casey a été assassinée lors d'une mission. Elle était chargée de récupérer l'argent que Luis Berezan, un dictateur en exil, et sa redoutable femme avaient dérobé en s'enfuyant lors du soulèvement populaire. Alors que l'équipe accueille un nouveau membre, Shanon Reed, Jim Phelps et ses agents vont tout faire pour empêcher le retour au pouvoir du despote... |    |                                   |                       |                                        |                               |
| 13 | 13 | Des Dossiers brûlants The Fixer   | Colin Budds           | Walter Brough                          | États-Unis : 25 février 1989  |
| Après une longue carrière comme journaliste à Washington, Arthur Six a accumulé nombre de dossiers sensibles concernant les grandes figures du monde politique, économique ou judiciaire de son pays. Des informations que Six utilise désormais pour faire chanter des personnalités influentes, acquérant ainsi un pouvoir important. Un de ses adversaires les plus décidés, le sénateur Tom Oxenford, veut envoyer Six devant la justice. L'équipe de Jim Phelps est chargée d'assurer la tenue du procès en évitant que les jurés ne soient corrompus ou menacés par Six. Il est aussi demandé à Phelps de mettre la main sur les dossiers du maître chanteur... |    |                                   |                       |                                        |                               |
| 14 | 14 | L'Espion Spy                      | Rob Stewart           | Michael Fisher                         | États-Unis : 18 mars 1989     |
| Jim Phelps et ses coéquipiers doivent mettre la main sur un ancien agent secret britannique qui veut fabriquer des armes chimiques afin de les revendre à des organisations terroristes... |    |                                   |                       |                                        |                               |
| 15 | 15 | Les Diables The Devils            | Arch Nicholson        | Ted Roberts                            | États-Unis : 25 mars 1989     |
| Jim Phelps et son équipe se rendent en Grande-Bretagne afin de s'infiltrer au sein d'une secte satanique dirigée par Lord Holman, soupçonnée d’être liée à plusieurs disparitions mystérieuses. Les rites pratiqués par les adeptes poussent des diplomates à s'entretuer, appellent au sacrifice de jeunes filles et au chantage sur les participants. Nicholas et Shannon se font passer pour des tziganes prédisant la venue prochaine d'un être surnaturel afin de gagner la confiance de Holman. Pendant ce temps, Grant utilise un appareil sophistiqué permettant de lire dans les pensées des participants aux cérémonies.                                    |    |                                   |                       |                                        |                               |
| 16 | 16 | Le Fléau The Plague               | Colin Budds           | Rick Maier                             | États-Unis : 8 avril 1989     |
| L'équipe doit récupérer une bactérie mortelle dont Catherine Balzac, une espionne internationale, est en possession. La maladie pourrait se propager très rapidement si la bactérie n'était pas conservée dans de bonnes conditions. Jim Phelps est chargé d'arrêter Catherine Balzac avant qu'elle ne revende la bactérie à des terroristes... |    |                                   |                       |                                        |                               |
| 17 | 17 | Le Masque Reprisal                | Rob Stewart           | Walter Brough                          | États-Unis : 15 avril 1989    |
| Un ancien agent de l'équipe est tué. Jim Phelps est accusé de ce meurtre. Il se trouve être non seulement le sosie du véritable meurtrier, mais possède en plus les mêmes empreintes digitales... |    |                                   |                       |                                        |                               |
| 18 | 18 | Le Sous-marin Submarine           | Colin Budds           | Dale Duguid                            | États-Unis : 29 avril 1989    |
| Grâce à ses connaissances en informatique, l'ancien amiral américain Sheppard met au point un virus qui permet de saboter les ordinateurs de bord des navires militaires. Un sous-marin est détruit de cette manière après avoir été atteint par une torpille modifiée pour transmettre le virus au système du navire. Jim Phelps et ses agents sont chargés de mettre fin aux activités du pirate informatique et de récupérer le virus afin de programmer un antidote. Nicholas prend la place d'un terroriste intéressé par le virus et entre en contact avec Sheppard. Mais ce dernier est particulièrement méfiant...                                            |    |                                   |                       |                                        |                               |
| 19 | 19 | Le Bayou Bayou                    | Don Chaffey           | Jeffrey M. Hayes                       | États-Unis : 6 mai 1989       |
| Jim Phelps et ses agents se rendent en Louisiane pour mettre un terme au commerce de Jake Morgan, un tenancier de bar peu scrupuleux qui dirige un réseau d'esclaves blanches. Les agents de choc vont recourir aux pratiques vaudou afin de retourner sa partenaire, Pepper Leveau, contre lui... |    |                                   |                       |                                        |                               |

### Saison 2 (1989–1990)
| N° | #  | Titre                                          | Scénario              | Réalisation                                              | Première diffusion             |
| --- | -- | ---------------------------------------------- | --------------------- | -------------------------------------------------------- | ------------------------------ |
| 20 | 01 | Le Serpent d'or [1/2] The Golden Serpent [1/2] | Don Chaffey           | Michael Seims Ted Roberts Jeffrey M. Hayes Michael Seims | États-Unis : 21 septembre 1989 |
| Le prince Selimun, qui règne sur un petit pays du Sud-Est, détourne de l'argent au profit du «Serpent d'or», une organisation criminelle mêlée à un trafic de drogue international. L'équipe a pour mission de stopper le trafic et de mettre la main sur les précieuses archives des criminels. Barney, le père de Grant, a réussi à infiltrer l'organisation, et l'équipe de Jim Phelps est sur le point de réussir une belle opération. Malheureusement, Barney est repéré alors qu'il tente de s'emparer d'une bouteille qui sert à faire passer la drogue. Il revient à Jim Phelps de le libérer et d'achever la mission...                 |    |                                                |                       |                                                          |                                |
| 21 | 02 | Le Serpent d'or [2/2] The Golden Serpent [2/2] | Don Chaffey           | Michael Seims Ted Roberts Jeffrey M. Hayes Michael Seims | États-Unis : 28 septembre 1989 |
| Barney, le fidèle compagnon de Phelps depuis leurs premières missions, a su gagner la confiance de Selimun, pour lequel il travaille désormais. Grâce à son appui, l'héroïne est substituée au gang... |    |                                                |                       |                                                          |                                |
| 22 | 03 | La Princesse The Princess                      | Colin Budds           | Ted Roberts                                              | États-Unis : 5 octobre 1989    |
| Le prince Arkadi conduit lentement son pays vers la démocratie, grâce notamment à l'influence d'une princesse américaine. Cet alignement sur la puissance des États-Unis n'est pas du goût de tout le monde, certains espérant déstabiliser le régime en leur faveur. Jim et ses agents doivent déjouer l'attentat dirigé par Caron, leader d'un groupe extrémiste, en identifiant et neutralisant Coyote, l'assassin chargé d'éliminer la princesse Elaine, épouse du souverain. Les membres de l'équipe vont tenter d'infiltrer le groupe des conspirateurs, découvrir où se cache Coyote et l'empêcher de perpétrer son crime.                |    |                                                |                       |                                                          |                                |
| 23 | 04 | Soirée de gala Command Performance             | Arch Nicholson        | Robert Brennan                                           | États-Unis : 12 octobre 1989   |
| Le père Vallis est la seule personne connaissant la cachette de la Croix de Saint Barnafas. Cette relique sacrée est la preuve des atrocités que Savitch, le ministre de la Défense, a exercé. L'équipe de Jim Phelps doit délivrer le père Vallis, retenu prisonnier par Savitch, et retrouver cette croix... |    |                                                |                       |                                                          |                                |
| 24 | 05 | Belle, fanatique et terroriste Countdown       | Brian Trenchard-Smith | Chip Hayes                                               | États-Unis : 26 octobre 1989   |
| Van Kai, le général militaire de Kangji, une petite contrée d'Asie, projette de détruire la capitale de son pays à l'aide d'un dispositif nucléaire et de prendre le pouvoir, en mettant l'explosion sur le compte des États-Unis. Jim et son équipe sont dépêchés sur place pour mettre un terme aux agissements de Vang Kai... |    |                                                |                       |                                                          |                                |
| 25 | 06 | Astrologie et art militaire War Games          | Rod Hardy             | Walter Brough                                            | États-Unis : 2 novembre 1989   |
| Le général Eli Szabo, à la tête de l'armée d'un petit pays d'Europe centrale, la Sardevia, a renforcé ses troupes au-delà du raisonnable, achetant blindés, armes et surtout de redoutables missiles. Une telle politique d'armement paraît louche aux yeux des services secrets du monde entier. Ces derniers apprennent que Szabo projette d'envahir un pays voisin riche en ressources pétrolières, le Bukarine. L'équipe de Jim Phelps doit intervenir afin d'éviter que la région ne sombre dans le chaos. Il leur faut retarder l'invasion et faire en sorte que Szabo soit limogé avant qu'il ne déclenche la guerre...                   |    |                                                |                       |                                                          |                                |
| 26 | 07 | SOS planète en danger Target Earth             | Colin Budds           | Stephen Kandel                                           | États-Unis : 9 novembre 1989   |
| Le pilote d'essai Daniel Bergerac est pressenti pour être le commandant de bord du nouveau vaisseau spatial de l'entreprise Eurospace. L'engin est prévu pour détruire, à l'aide d'un puissant laser, les débris cosmiques. Mais Bergerac disparaît peu de temps avant le décollage. Il est remplacé par Shanon, membre de l'équipe de Mission impossible. Jim Phelps est méfiant et conseille la plus grande prudence à sa collègue. La suite des événements lui donne raison : une fois dans l'espace, Shanon est prise en otage par les membres d'un groupe terroriste. Contrôlant le vaisseau spatial, les malfaiteurs menacent le monde...) |    |                                                |                       |                                                          |                                |
| 27 | 08 | Les Enfants du Fuhrer The Fuehrer's Children   | Don Chaffey           | Frank Abatemarco                                         | États-Unis : 16 novembre 1989  |
| L'équipe de Jim Phelps tente d'infiltrer une réunion secrète organisée par plusieurs groupes néonazis, rassemblés pour procéder à la nomination d'un nouveau dirigeant unique qui renforcerait leur cause. Il est également question d'une nouvelle arme spéciale, présentée au cours de l'assemblée... |    |                                                |                       |                                                          |                                |
| 28 | 09 | La Dame blanche Banshee                        | Colin Budds           | Ted Roberts                                              | États-Unis : 30 novembre 1989  |
| Dans une ville d'Irlande, deux quartiers s'affrontent en une véritable guerre civile. Brain McCarron, un trafiquant d'armes, alimente le conflit en fournissant secrètement les deux clans. L'équipe doit faire entendre raison aux deux parties, afin qu'elles s'allient contre cet homme peu scrupuleux... |    |                                                |                       |                                                          |                                |
| 29 | 10 | Pour l'amour de l'art For Art's Sake           | Colin Budds           | John Whelpley                                            | États-Unis : 14 décembre 1989  |
| Une peinture de grande valeur, propriété d'un petit État, est dérobée lors d'un déplacement aux États-Unis. Le vol a été commandité par un ministre officiant dans le pays qui a prêté le tableau. L'homme souhaite utiliser ce vol pour déstabiliser les relations diplomatiques entre son pays et les États-Unis... |    |                                                |                       |                                                          |                                |
| 30 | 11 | Les Moissons de la mort Deadly Harvest         | Arch Nicholson        | Jan Sardi                                                | États-Unis : 6 janvier 1990    |
| Le terroriste Jouseff K., originaire du pays d'Orambach, a mis au point un virus mortel qu'il prévoit de lâcher au-dessus des cultures de blé américaines. Jim et son équipe se rendent en Orambach avec pour mission de stopper la production de ce terrible virus et de détruire la cellule terroriste... |    |                                                |                       |                                                          |                                |
| 31 | 12 | Le Culte de l'oiseau de fer Cargo Cult         | Colin Budds           | Dale Duguid                                              | États-Unis : 13 janvier 1990   |
| Jim Phelps se voit proposer une nouvelle mission. Son équipe et lui doivent partir pour la Nouvelle-Belgique, où ils tentent d'élucider les morts suspectes de membres d'une tribu aborigène. L'affaire les amène rapidement à enquêter sur une mine d'or. Max se fait passer pour un ouvrier... |    |                                                |                       |                                                          |                                |
| 32 | 13 | La Cible The Assassin                          | Arch Nicholson        | Cliff Green                                              | États-Unis : 20 janvier 1990   |
| Un diplomate étranger de renommée internationale est assassiné près du Palais des Nations, à Genève. Le meurtrier est aussitôt abattu par les forces de l'ordre. |    |                                                |                       |                                                          |                                |
| 33 | 14 | Cowboy Gunslinger                              | Colin Budds           | Ted Roberts Dan Roberts                                  | États-Unis : 3 février 1990    |
| Ian McClintlock, un ancien membre du Congrès, a construit la petite ville de Pontiac, dans le Nevada, dans laquelle les habitants vivent comme au temps du Far West. Il est soupçonné de fournir des armes à des terroristes, et serait aussi directement impliqué dans la disparition d'un agent du FBI. Jim Phelps et son équipe se rendent sur place... |    |                                                |                       |                                                          |                                |
| 34 | 15 | Regrets de Bogota Church Bells in Bogota       | Arch Nicholson        | Frank Abatemarco                                         | États-Unis : 10 février 1990   |
| A Bogota, les rois de la drogue ont déclaré la guerre au gouvernement. Le juge Juan Silvero, connu pour sa lutte contre la drogue, est tué par Magdalena, le plus puissant baron de la drogue en Colombie. L'équipe de Mission impossible est alors envoyée à Bogota pour démanteler le réseau de ce dernier. Mais Shannon perd la mémoire dans un accident d'avion, et le neveu de Magdalena en profite pour la séduire... |    |                                                |                       |                                                          |                                |
| 35 | 16 | Les Sables de Seth The Sands of Seth           | Colin Budds           | Jeffrey M. Hayes                                         | États-Unis : 24 février 1990   |
| Lorsque plusieurs leaders politiques égyptiens de premier plan sont tués, Jim Phelps et son équipe sont envoyés sur place pour arrêter le chef du département des études antiques du musée de Caire. Il s'avère que celui-ci a ranimé le culte de Seth, à l'aide de cérémonies sacrificielles occultes... |    |                                                |                       |                                                          |                                |